# Алваро Помбо
Алваро Помбо Гарсија де лос Риос (шп. Álvaro Pombo García de los Ríos; Сантандер, 23. јун 1939) шпански је песник, романописац и политичар. Рођен је 23. јуна 1939. године у Сантандеру. Има више од 25 објављених дела и сматра се једним од најзначајнијих савремених шпанских писаца. Његова дела су преведена на енглески, француски, италијански, немачки, холандски, шведски, грчки, португалски и српски језик.

## Биографија
Студирао је на Универзитету Комплутенсеу у Мадриду, једном од најстаријих универзитета на свету. Живео је у Лондону 11 година (1966—1977) где је дипломирао филозофију на Универзитету Биркбек енгл. Birkbeck University of London. Своје прво дело, збирку песама, објављује 1973. године под називом „Протоколи" (шп. Protocolos). Након тога, године 1977, објављује и своје друго дело, збирку поезије „Варијације" (шп. Variaciones), за коју је добио награду El Bardo. Исте године враћа се у Шпанију и објављује своје прво дело у прози „Приче о недостатку бити" (шп. Relatos sobre la falta de sustancia), књигу која се састоји од прича у којима хомосексуалци чине велики број ликова. Иако је наставио да пише поезију, након 1977. године више бива усредсређен на писање романа. Године 1979. излази његов први роман који носи назив „Сличност" (шп. El parecido). Четири године касније објављен је роман „Усвојени син" (шп. El hijo adoptivo), исте године када је и „Херој мансарди из Мансарда" (шп. El héroe de las mansardas de Mansard) за који добија "Premio Herralde de la Novela" (1983). Након тога 1986. године излази роман „Безначајни злочини" (шп. Los delitos insignificantes), а 1990. „Метар од платине и иридијума" (шп. El metro de platino iridiado).

Иако су његови први радови били поприлично песимистични, његово писање се доста променило од када је објавио дело „ Метар платине и иридијума“. Овим делом је освојио „Националну награду критике" (шп. "Premio Nacional de la Crítica"). Тада је почео да користи термин „Поетика добра". У овом делу Помбо користи посебан стил писања у коме су етика и хуманост циљ његовог рада. Многи сматрају баш овај роман за његово најбоље дело.
Помбо, који увек намеће своје радове, присетио се након прихватања награде како се као тинејџер зачудио делом које је прво добило награду „Надал". То је било дело „Ништа" из 1944. године, које је написала Кармен Лафорет. О књизи је рекао неколико речи, међу којима је било и да се књига налази у вербалном и имагинарном свету који води од Античке Грчке па до данас.
„Романов пријатељ" је назив под којим је представио своје дело на конкурсу, а Хорхе Бруно је псеудоним иза којег се скривало његово име. Овим текстом он је победио 313 кандидата, захваљујући критеријумима жирија, који су чинили Херман Гуљон, Лорензо Силва, Андрес Трапиељо, Анхела Ваљевиј и Емили Росалес.
Писац Алваро Помбо сматра да тренутно „већина људи у Шпанији живи кроз интензивне, економске и социјалне романе, као и да свако од нас живи драматичну причу ако има хипотеку" нагласивши да је религија скоро једино што нас одржава у животу, баш као што је и опијум за народ у најбољем смислу речи.
Године 2003, предлогом Луиса Марије Ансона, Луиса Матеа Дијаса и Франсиска Рика, Помбо се придружио Шпанској краљевској академији (шп. Real Academía Española-RAE) и тако преузео место које је било упражњено када је Педро Лаин Ентралго преминуо.
Велики је обожавалац средњовековне историје и феноменолошке филозофије, као и психолошких истраживања. Поред каријере као писац Помбо је, у последње време, истакнути представник партије „Напредна демократска странка" коју је основала Роса Дијес.

## Политичке активности
Сарађивао је са политичком партијом Унија, прогрес и демократија. У последње време дао је значајан допринос унији напретка и демократије, што представља његов најпрогресивнији сектор. На шпанским изборима 2008. године доспео је на листу да постане сенатор Мадрида. Помбо је по броју гласова био десети кандидат и први међу каднидатима Шпанске социјалистичке радничке партије, Народне партије и Уједињенe левицe. Поново се кандидовао на изборима 2011. године и био је изгласан као седми у округу. Јануара 2012. године чилеанске новине “Клиника” објавиле су интервју са Алваром Помбом. Што се тиче своје земље, сматрао је да је она свој процват доживела за време Франциска Франка. У конкретном случају Франка, Помбо сматра да је Шпанија економски напредовала захваљујући њиховој влади, да је Франко, иако је одбио било какву хипотетичку диктатуру у будућности, заслужан за постојање данашње демократије у Шпанији. У интервју који је дао за једне новине Помбо упозорава да народ не треба да буде љут на велике диктаторе. Он говори да је истина да су нам донели ратове, али такође су донели државама и добар економски статус. Поред тога, држи се свог уверења да народ, без обзира на то што то је Франко омогућио демократију у Шпанији, не значи да народ жели још једног Франка.

## Хомосексуалност
Иако је један од људи хомосексуалне оријентације, Помбо у свом делу „Против природе" (шп. "Contra natura") исказује помало негативан став према геј браковима. Он сматра да је јако битно да људи прихвате друге људе подједнако, независно од њихове сексуалне оријентације, али и казује да се сваки пут насмеје када помисли на геј брак, на сам чин венчања са велом између два мушкарца или две жене. Ово објашњава исказом да је хомофобичан геј.
Тема хомосексулности веома је честа у медијима када се ради о било којој познатој личности, па и о Алвару Помбу, која због свега што се дешавало у свету и што се и даље дешава, понекад баца у сенку оно што оне заправо раде. То се дешава управо зато што постоје људи који осуђују хомосексуалност и Помбо је свестан тога. Када би га питали да каже нешто на ову тему он би управо то и говорио, да је хомосексуалност једноставно у његово доба била скроз забрањена. Љубав између особа истог пола просто није могла да се реализује. То стање се лепо описује у филму енгл. "Brokeback Mountain". У филму се прича о немогућој љубави између два каубоја током година. Бити хомосексуалац је било понижавајуће. Kao још један филм сличан овом наводи и „Далеко од раја" (енгл. Far from Heaven).
Он сматра да је то, бити хомосексуалац, у данашње време лако, да се један момак заљуби у другог и то је то, нико им не стоји на путу. Али и поред толике слободе, оно што Алваро просто не може да верује је да још увек не можемо да правимо шале на рачун хомосексуалности, а да не будемо осуђивани од стране других.
На крају, иако припадник такве врсте сексуалне оријентације, он изјављује да није присталица геј параде, тзв. „Параде поноса" и да то никако не подржава, као и да сматра да је особа која има ауторитет да каже да би сви требало о свему томе мало да размислимо.

## Тамо где су жене
Ово је роман Алвара Помба објављен 1996. године за који већ наредне, 1997. године, добија Националну приповедачку награду. Овај роман је уједно и једино његово дело преведено на српски језик.

### Ликови
- Наратор, старија ћерка - Како је роман писан у првом лицу, име главне јунакиње до краја остаје непознато. Цео роман је сагледан и испричан из њене перспективе, дајући читаоцима увид у њен свет и њену породицу где доминирају жене. Протагониста је најстарија од троје деце и одраста под великим утицајем своје мајке Кларе и тетке Лусије. Те две кључне женске фигуре у њеном животу су управо оне које сматрају да им мушкарци нису потребни и да су саме себи довољне, па је тако и главна јунакиња усвојила ово њихово уверење. Не подноси свог оца Фернанда, који их је напустио након рођења њеног млађег брата. Његов одлазак и начин на који се њена мајка са тим носила оставили су трага на начин на који она види мушкарце. Иако оставља утисак једне равнодушне девојке, то је заправо њен начин да искаже саосећање према својој мајци. Веома јој је стало до породице, нарочито до сестре Виолете са којом је током одрастања била веома блиска. На крају долази до преокрета кад главна јунакиња сазнаје да њен прави отац није Фернандо већ Габријел. Вест јој је на веома груб начин саопштила тетка Лусија. Осећала се преварено и повређено од стране две жене којима се дивила. Посетила је свог правог оца у Мадриду, што се завршило једним великим разочарањем и жељом да се никада не врати својој породици. Крај приче сам по себи не открива да ли се вратила кући или је инат и бол превагнуо и самим тим је отиснуо у неке нове пределе.

- Мајка - Клара је име мајке главне јунакиње, Виолете и Фернандита. Представљена је као утицајна мајка, доминантна личност, али увек у сенци старије сестре Лусије. У жељи да укаже својим ћеркама на грешке које су Лусија и она правиле у младости и које се и даље нижу, често их подсећа да живе изузетно лагодним животом и да неће увек тако бити. Младост је за њу представљала период несигурности, ћудљивости и кривице. Има поприлично песимистичан став о животу, никада се није препуштала уживањима јер су за њу била безвредна, оличење простаклука и губљење времена. Привидно је јака и хладна јер жели потајно и себе да убеди да је јача него што јесте. Сматра да увек мора бити чврста јер је својој деци и отац и мајка.

- Тетка Лусија - Она је елегантна, префињена, опчињавајућа, атрактивна, образована и интелигентна жена. Њено мишљење се највише поштује у кући а деца очекују да она среди сваку ситуацију. Има велики утицај на размишљање Клариних ћерки у току одрастања. Са друге стране, Лусија је охола, самодовољна, сујетна, уображена, ексцентрична, тврдоглава и осветољубива. Не посвећује много пажње емоцијама, она је сама по себи догађај, прилично безосећајна појава. Живи одвојено у великој кући и сваког пролећа одлази у Рејкјавик код свог животног партнера Тома, не због љубави, већ да не би покварила свој порцелански тен на сунцу. Не воли успомене и не брине о будућности. Када је почела да стари и губи разум, породица је то оправдавала честом употребом аниса за успављивање јер је патила од несанице. Она и сестра живе имућно, без потребе да се баве било којим послом. То их је одвојило од других људи и дало им је представу да су изнад свих, а заправо нису биле истински срећне.

- Фернандито - Он је најмлађе дете у породици. Приказан је као један од ликова који су присутни, али више споредни. Његова развијена личност долази до израза тек на крају романа, прво у расправи око имовине и касније када долази у посету главној јунакињи у хотелу. Покушао је да изврши утицај на њу како би донела одлуку да се врати кући, или да заиста оде. У његовом тону осетила се прорачунатост која је својствена и позиву који је изабрао, да буде адвокат. Показује одређену оштрину и јасност ставова. Лик Фернандита заправо највећи утисак оставља на самом крају, када се приказује као већ млади мушкарац.

- Виолета – Она је млађа сестра главне јунакиње и средње дете у породици. Она је девојка нежне и површније природе, другачијих уверења када су у питању мушкарци. За разлику од сестре, прихвата свог оца поново у свој живот а између њих се развија посебна веза и посебна врста разумевања. Виолета је представљена као девојчица истакнуте лепоте која касније привлачи велику пажњу мушкараца. Она је свесна тога и на неки начин користи то, уживајући у пажњи мушкараца која најчешће није била узвраћена. Живи у неком свом свету, попустљиве је природе и другачије гледа на ствари за разлику од сестре, што их временом удаљава.

- Томас, теткин момак - Неодлучан и пасиван човек, али увек фин, обазрив и прави џентлмен. Наследио је богатство од свог претка. Будући да је имућан и образован, проводи младост у досади све док се није заљубио у Лусију. Остао је са њом иако она није хтела да се венчају и да имају децу. Он се једини на острву понаша као глас разума свестан да Лусија и Клара пропадају, те најстарију Кларину ћерку саветује да се уда да не би завршила као оне.

- Фернандо - До појаве Фернанда, приповедање одражава време које осликава неискварен и невин дечији свет. С обзиром да није учествовао у одгајању деце, он представља странца, који изазива узнемиреност и нелагоду код главне јунакиње. С његовим доласком почиње болан процес суочавања са суровом реалношћу. На крају романа сазнајемо да он није отац главне јунакиње због чега се она осећа преварено, издато и разочарано.

- Габриел - Габриел је отац главне јунакиње, угледни архитекта и прва Кларина љубав, од које се растала против своје воље. Приказан је као леп, богат, пажљив и осећајан, али лењ човек ком је уживање најважније. За њега је живот партија покера, прилика за уживање, провод и путовања. Све ово су разлози због којих живи одвојено од породице. Његова убеђења су сушта супротност Клариним, што није могао да издржи и због чега одлази.

- Тетка Нинес - Она је повучена, пасивна, безвољна, увек озбиљна и строга. Нинес је млађа полусестра Кларе и Лусије. Стиче се утисак да због тога што је ћерка њиховог оца са другом женом, њене сестре се неоптерећују и не брину много за њу. Ни њен живот, ни њена смрт није им била битна. Једина срећа у њеном животу био је дечак Индалесио који је погинуо. Након тога она постаје очајна, депресивна, престаје да једе и губи наду да ће икада поново бити срећна. Због превелике туге извршила је самоубиство. Увек је била другачија од сестара, понашала се као да је најстарија. Њене сестре је нису разумеле јер се није уклапала у њихов начин живота. Тетка Нинес је једина жена у роману која не сматра да је сама себи довољна и да су мушкарци непотребни и заменљиви.

### Радња
„Тамо где су жене" је дубока и потресна прича о наизглед самодовољним женама, сувишним мушкарцима, људима који свесно и слободно бирају свој пут и држе га се до краја. Јунакиња, најстарија ћерка у породици, мислила је да су сви - њена ексцентрична мајка, још ексцентричнија тетка Лусија, њена браћа, и теткин момак немачког порекла - супериорна бића која зраче сама од себе усред романтичног пејзажа полуострва на ком су живели изоловани и поноснопрезриви према бедној стварности епохе. Међутим, низ догађаја и откривање једне породичне тајне која директно погађа јунакињу, открива право - хладно, практично, тиранско а на крају и отровно - лице мистификованих становника тог утврђења у ком „ очеви, мужеви, мушкарци нису битни, разменљиви су." То откриће ће јунакињи неповратно изменити смисао живота.
С обзиром на то да читаоци имају увид у догађаје из њеног угла, брзо стају на њену страну док покушава да постане озбиљна одрасла особа која мисли својом главом у породици која намеће правило да жене и не треба превише да мисле. Њени ставови сукобљавају се са ставовима њене рођене мајке. Оно што је занимљиво је да је она у свакој ситуацији свесна шта ради и зашто. Помбо нас даље упознаје са њеним наизглед савршеним животом, за који ће се испоставити да уопште није такав. Он је неиспуњен и стерилан, њене површне и нестручне студије не припремају је за стваран живот и будућност, а ни од породице нема никакве духовно-емотивне користи, с обзиром на то да је њена родбина само с времена на време подсећа да треба да нађе мужа. Иако делује да има све, главна јунакиња се полако суочава са чињеницом да, у ствари, не поседује ништа што би њеном животу дало значај, а њој дало потврду да вреди. Затим се намеће тема порекла и самоспознаје када главна јунакиња ове приче открије ко јој је прави отац и да је њен дотадашњи статус госпођице из високог друштва само варка. Оно што је деловало као позната и честа прича о одрастању сада се претвара у озбиљну збирку филозофских мисли на тему интроспекције, емотивног истраживања и потраге за самим собом.
Ово дело оставља јак утисак на читаоце као једна заиста потресна прича о сазревању и почецима разумевања сопствене личности, одрастања и ступања у свет одраслих. Такође је схваћена и као прича о креирању сопственог система вредности и односа према супротном полу.
Роман је испричан у првом лицу. Наратор је жена којој не знамо име, старија ћерка, и у току читања ствари гледамо, логично, из њене перспективе.
Ликови у овом роману нису статични, они се крећу, еволуирају.
Помбо нас уводи у један затворени амбијент пун предрасуда и вредности које су чврсто укорењене у ову породицу, али као што смо претходно рекли неке ствари ће се променити кроз роман како главна јунакиња почне да прави сопствени животни пут, ван породичног круга, што ће јој даље омогућити да добије другачију перспективу и схвати неке ствари. Радња овог романа је смештена на острву Ла Марања, које се налази крај рибарског места Сан Роман, на северу Шпаније у покрајини Кантабрија. Како главни лик и наратор романа наводи, на Ла Марањи су се налазиле две куће. Једна је била на два спрата, ближа мосту и окружена баштом и живом оградом, а друга, много већа од поменуте, с кулом прислоњеном уз своје зидове и парком који је био ограђен каменим зидом и једним обелиском у средини. Када главни лик - најстарија ћерка, тада двадесетседмогодишња девојка, оде у посету свом биолошком оцу, Габријелу, радња се премешта у стан на четвртом спрату у Улици Маркес де Уркихо, у Мадриду, а затим у хотел Тирол. По повратку у Сан Роман, не желећи да се врати кући и одлучивши да започне самосталан живот, одседа у хотелу Атлантико, у једнокреветној соби без купатила и погледа на плажу. Овај хотел представља место где се радња романа „Тамо где су жене" завршава.
Временски период који обухвата овај роман је средина 20. века (од 40-их до 70-их година) са неким враћањима у мислима до Шпанског грађанског рата (1936—1939).
Ово дело се сматра једним од његових најзначајнијих самим тим што за њега 1997. године добија „Шпанску националну награду" за најбољи роман.

## Против природе
„Не постоји хомосексуалност већ хомосексуалности", каже Помбо у овом роману који одражава један независтан говор, политички нетачан, уверења католичке цркве и, као шлаг на торти, један геј брак. Пензионисани уредник Хавијер Салазар живи удобно у свом стану у Мадриду. Све док једног поподнева не прекине читање шетњом и оде да се састане са малагијским дечком Рамоном Дураном са којим размењује речи и шале. Почетак везе између њих прекида подсвест која их мучи, подсвест пуна сјаја и шарма, али и презира, таштине и жеље за уништењем. Појава Хуанха Гаранца, бившег Рамоновог професора, претвара њихов однос у „минско поље“.

## Цитати
Максимум до ког сви досежемо јесте да ускладимо своје случајно појављивање са својим случајним деловањем.— Безначајни злочини
Увек када ју је волео, осетио би се исто: задовољно и хладно, као санта леда.— Безначајни злочини
Мислио сам: да, да, будало, умри, и видећеш. И умрла је, види само где. На списку гробница и означена као глупа...
Треба чинити добро, лоше је већ начињено.
Не слушај савете људи који дају савете било коме. Не слушај савете професионалних саветника. Посаветуј сам себе својим сопственим саветима.
Није да хоће да умре од глади. Нити да умре. Оно што хоће је да не живи, а то је нешто сасвим друго.— Тамо где су жене
Презирала сам га јер нисам успевала заиста да га презирем.— Тамо где су жене
Зато је толико много лепа, јер је театрална, јер она сама мења светла која је осветљавају као фарови док говори или док слуша.— Тамо где су жене
Мислили смо да се то може учинити - видети и живети идеал у стварности, а то се не може.— Тамо где су жене
Вечери се лети не завршавају никад.— Тамо где су жене
Каже да су жене већа зановетала од мушкараца, али то није праведно. То је једно читаво стање духа које се можда састоји у томе да никад не будеш задовољан и у томе да не можеш да ућуткаш то незадовољство.— Тамо где су жене

## Дела
Алваро Помбо је познати романописац и управо је за романе добио највећи број награда што сведочи о његовој успешности у писању истих. Осим романа, Помбо је написао неколико збирки поезије као и дело које се сврстава у приче и бајке.

### Романи
- „Приче о недостатку бити" шп. Relatos sobre la falta de sustancia (1977)
- „Херој мансарди из Мансарда" шп. El héroe de las mansardas de Mansard (1983)
- „Усвојени син" шп. El hijo adoptivo (1986)
- „Безначајни злочини" шп. Los delitos insignificantes (1986)
- „Сличност" шп. El parecido (1988)
- „Метар од платине и иридијума" шп. El metro de platino iridiado (1990)
- „Појава вечне женствености" шп. Aparición del eterno femenino contada por S. M. el Rey (1993)
- „Телепатија Селије Сесилије Виљалобо" шп. Telepena de Cecilia Cecilia Villalobo (1995)
- „Живот светог Фрање Асишког" шп. Vida de san Francisco de Asís (1996)
- „Тамо где су жене" шп. Donde las mujeres (1996)
- „Рециклиране приче" шп. Cuentos reciclados (1997)
- „Квадратура круга" шп. La cuadratura del círculo (1999)
- „Равно небо" шп. El cielo raso (2001)
- „Прозор на северу" шп. Una ventana al norte (2004)
- „Против природе" шп. Contra natura (2005)
- „Судбина Матилде Турпин" шп. La Fortuna de Matilda Turpin (2006)
- „Претходна смрт поручника Алофа" шп. La previa muerte del lugarteniente Aloof (2009)

### Поезија
- „Протоколи" шп. Protocolos (1973)
- „Варијације" шп. Variaciones (1977)
- „Поетско стварање у текућој години" шп. Hacia una constitución poética del año en curso (1980)
- „Протоколи за опоравак неба" шп. Protocolos para la rehabilitación del firmamento (1992)
- „Протоколи, 1973-2003" шп. Protocolos, 1973-2003 (2004)
- „Протоколне изјаве" шп. Los enunciados protocolarios (2009)

### Приче и бајке
- „Окружење" шп. Alrededores (2002)[16]

## Награде
- Награда „Бардо", за дело „Варијације" (1977) шп. Premio El Bardo, por "Variaciones" (1977)
- Награда "Ералде", за дело „Херој мансарди из Мансарда" (1983) шп. Premio Herralde, por "El héroe de las mansardas de Mansard" (1983)
- „Национална награда критике", за дело „Метар од платине и иридијума" (1990) шп. Premio Nacional de la Crítica, por "El metro de platino iridiado" (1990)
- „Национална приповедачка награда", за дело „Тамо где су жене" (1997) шп. Premio Nacional de Narrativa, por "Donde las mujeres" (1997)
- Награда „Фастенрат", додељена од стране Шпанске краљевске академије за дело „Квадратура круга" (1999) шп. Premio Fastenrath (RAE), por "La cuadratura del círculo" (1999)
- „Награда фондације José Manuel Lara", за дело „Равно небо" (2002) шп. Premio Fundación José Manuel Lara, por "El cielo raso" (2002)
- „Награда фондације новинара Germán Sánchez Ruipéreza за писање", (2004) шп. Premio Fundación Germán Sánchez Ruipérez periodístico sobre lectura (2004)
- Награда „Планета" за дело „Срећа Матилде Турпин" (2006) шп. Premio Planeta, por "La fortuna de Matilda Turpin" (2006)
- Награда „Надал" за дело „Дрхтаји хероја" (2012) шп. Premio Nadal, por "El temblor del héroe" (2012)

### Видео фајл
На конференцији за новинаре одржаној у хотелу „Палас" 07. јануара 2012. године у Барселони Алваро Помбо је говорио о свом делу за које је добио награду „Надал", о писању, о томе како је сам заплет његовог романа уско повезан са економском и политичком ситуацијом у стварном свету наводећи да морамо чинити добро јер је лоше већ начињено.
- Треба чинити добро, лоше је већ начињено

### Остале везе
- Биографија и живот Алвара Помба
- Биографија Алвара Помба - Сајт издавачке куће „Лагуна"
- Алваро Помбо - Књиге и дела аутора, биографија и библиографија
- Биографија
- Вести_Алваро Помбо Архивирано на веб-сајту  (29. октобар 2013)
- „Тамо где су жене"
- Интервју Алвара Помба
- Цитати
- Алваро Помбо о просперитету Шпаније Архивирано на веб-сајту  (2. новембар 2013)
- Помбо о хомосексуалности Архивирано на веб-сајту  (3. новембар 2013)
- Хомосексуалност
- Хомосексуалност и „Парада поноса"
- Помбо о геј браковима
- „Против природе"
- „Треба чинити добро, лоше је већ учињено"